# Maechidius wilsoni
Maechidius wilsoni är en skalbaggsart som beskrevs av Britton 1957. Maechidius wilsoni ingår i släktet Maechidius och familjen Melolonthidae. Inga underarter finns listade i Catalogue of Life.